# Convent de Santa Clara (Lleida)
El Convent de Santa Clara és una obra amb elements barrocs de Lleida protegida com a Bé Cultural d'Interès Local.

## Descripció
Es tracta d'un conjunt de volums de dues a tres plantes d'alçada, entre mitgeres i amb pati interior. Les façanes estan tractades amb línies i obertures austeres. Trobem paredats de pedra arrebossada, coberta amb teula àrab.

## Història
Les monges de Santa Clara anaren a Lleida el 1576. L'altar major fou obra de Joan Adan, autor també dels retaules de la Catedral.